# Перрайн, Чарлз Диллон
Чарлз Диллон Перрайн (англ. Charles Dillon Perrine, 28 июля 1867 — 21 июня 1951) — американо-аргентинский астроном.

## Биография
Родился в Стьюнбенвилле (штат Огайо, США), в 1893—1909 работал в Ликской обсерватории, в 1909—1936 — директор Аргентинской национальной обсерватории в Кордове.
Основные труды в области наблюдательной астрономии. Выполнил много наблюдений комет. В течение 1895—1902 открыл 9 новых комет, в частности, комету 18D/Перрайна — Мркоса и первым пронаблюдал появление трех известных периодических комет. Во время возвращения периодической кометы Галлея в 1910 получил большую серию фотографий кометы и провел детальные измерения её положения и яркости. В 1904 открыл на фотографиях, полученных с Крослеевским рефлектором, шестой спутник Юпитера — Гималия, а в 1905 — седьмой спутник — Элара. Обнаружил расширение светящейся области в межзвездном облаке вокруг Новой Персея 1901 при прохождении световой волны через облако после вспышки. Получил первые оценки количества спиральных туманностей и показал, что оно очень велико. В 1901 возглавлял экспедицию Ликской обсерватории на остров Суматра для наблюдения полного солнечного затмения, а в 1914 участвовал в аналогичной экспедиции в Крым. Премия Ж. Ж. Ф. Лаланда Парижской АН (1897).
В его честь назван кратер на Луне, область на Ганимеде и астероид № 6779.